# Michael Kumpfmüller
Œuvres principales
The Glory of Life
Michael Kumpfmüller (né en 1961 à Munich) est un écrivain allemand.

## Biographie
Après des études de littérature allemande et d’histoire à Tübingen, Vienne et Berlin, Michael Kumpfmüller a travaillé dans les années 1990 comme journaliste indépendant pour différents quotidiens et hebdomadaires. Il est écrivain à part entière depuis 1999.
Son premier roman Hampels Fluchten est paru dans le Frankfurter Allgemeine Zeitung. En 2007 Kumpfmüller a reçu le prestigieux Prix Alfred Döblin.
Kumpfmüller a été marié avec l'écrivaine Eva Menasse. L'auteur vit et travaille à Berlin.

## Œuvres
- Die Schlacht von Stalingrad - Metamorphosen eines deutschen Mythos (Le Massacre de Stalingrad, métamorphoses d’un mythe allemand), dissertation Munich 1995
- Hampels Fluchten, roman, Cologne 2000 (Fugue en lit mineur, traduit par Nicolas Véron, 480 pages, Collection Denoël & d’ailleurs, Denoël  (ISBN 2207252140)).
- Durst, roman, Cologne 2003
- Die Herrlichkeit des Lebens, roman, Cologne 2011 (La Splendeur de la vie, traduit par Bernard Kreiss, Albin Michel  (ISBN 978-2-226-24519-9)) dont la traduction a reçu le Prix Jean-Monnet en 2013